# Kayue-Kultur
| Prähistorische Kulturen Chinas           | Prähistorische Kulturen Chinas       |
| Paläolithikum                            | Paläolithikum                        |
| ---------------------------------------- | ------------------------------------ |
| Xihoudu-Kultur                           | 1270000 BP                           |
| Ordos-Kultur                             | 50000–35000 BP                       |
| Xiachuan-Kultur                          | 24000–16000 BP                       |
| Xiaonanhai-Kultur                        | 22650–21650 BP                       |
| Tongliang-Kultur                         | 24450 ± 850 BP                       |
| Maomaodong-Kultur                        | 14600±1200 BP                        |
| Fulin-Kultur                             |                                      |
| Kehe-Kultur                              |                                      |
| Dingsishan-Kultur                        |                                      |
| Gezidong-Kultur                          |                                      |
| Miahoushan-Kultur                        |                                      |
| Donggutuo-Kultur                         |                                      |
| Xiaochangliang-Kultur                    |                                      |
| Shilongtou-Kultur                        |                                      |
| Shuicheng-Kultur                         |                                      |
| Shuidonggou-Kultur                       |                                      |
| Yanbulaq-Kultur                          |                                      |
| Mittelsteinzeit                          |                                      |
| Jungsteinzeit                            |                                      |
| Shangshan-Kultur                         | 11000–9000 cal BP                    |
| Zaoshi-Kultur der unteren Schicht        | 7500–7000 v. Chr.                    |
| Pengtoushan-Kultur                       | 7500–6100 v. Chr.                    |
| Gaomiao-Kultur                           | 7400–7100 v. Chr.                    |
| Zhaobaogou-Kultur                        | 7000–6400 v. Chr.                    |
| Hemudu-Kultur                            | 7000–4500 v. Chr./ 5000–3300 v. Chr. |
| Houli-Kultur                             | 6250–5850 v. Chr.                    |
| Xinglongwa-Kultur                        | 6200–5400 v. Chr.                    |
| Laoguantai-Kultur auch Dadiwan-I-Kultur  | 6000–5000 v. Chr./ 6000–3000 v. Chr. |
| Dadiwan-Kultur                           | 5800–3000 v. Chr.                    |
| Chengbeixi-Kultur                        | 5800–4700 v. Chr.                    |
| Peiligang-Kultur                         | 5600–4900 v. Chr.                    |
| Xinle-Kultur                             | 5500–4800 v. Chr.                    |
| Cishan-Kultur                            | 5400–5100 v. Chr.                    |
| Beixin-Kultur                            | 5400–4400 v. Chr.                    |
| Qingliangang-Kultur                      | 5400–4400 v. Chr.                    |
| Tangjiagang-Kultur                       | 5050–4450 v. Chr.                    |
| Baiyangcun-Kultur                        | 5000–3700 v. Chr.                    |
| Yangshao-Kultur auch Miaodigou-I-Kultur  | 5000–2000 v. Chr.                    |
| Yingpanshan-Kultur                       | 5000-… v. Chr.                       |
| Caiyuan-Kultur                           | 4800–3900 v. Chr.                    |
| Majiabang-Kultur                         | 4750–3700 v. Chr.                    |
| Hongshan-Kultur                          | 4700–2900 v. Chr.                    |
| Daxi-Kultur                              | 4400–3300 v. Chr.                    |
| Dawenkou-Kultur                          | 4100–2600 v. Chr.                    |
| Beiyinyangying-Kultur                    | 4000–3000 v. Chr.                    |
| Songze-Kultur                            | 3900–3200 v. Chr.                    |
| Miaozigou-Kultur                         | 3500–3000 v. Chr.                    |
| Liangzhu-Kultur                          | 3400–2000 v. Chr.                    |
| Longshan-Kultur auch Miaodigou-II-Kultur | 3200–1850 v. Chr.                    |
| Shanbei-Kultur                           | 3050–2550 v. Chr.                    |
| Majiayao-Kultur                          | 3000–2000 v. Chr.                    |
| Xiaoheyan-Kultur                         | 3000–2000 v. Chr.                    |
| Tanshishan-Kultur                        | 3000–2000 v. Chr.                    |
| Shixia-Kultur                            | 2900–2700 v. Chr.                    |
| Qujialing-Kultur                         | 2750–2650 v. Chr.                    |
| Shijiahe-Kultur                          | 2600–2000 v. Chr.                    |
| Banshan-Machang-Kultur                   | 2500–2000 v. Chr.                    |
| Baodun-Kultur                            | 2500–1700 v. Chr.                    |
| Keshengzhuang-II-Kultur                  | 2300–2000 v. Chr.                    |
| Zhukaigou-Kultur                         | …–1500 v. Chr.                       |
| Qijia-Kultur                             | 2000-… v. Chr.                       |
| Qugong-Kultur                            | v. Chr.                              |
| Shangzhai-Kultur                         | v. Chr.                              |
| Xinkailiu-Kultur                         | v. Chr.                              |
| Youziling-Kultur                         | v. Chr.                              |
| Kuahuqiao-Kultur                         | v. Chr.                              |
| Kupfersteinzeit                          |                                      |
| Bronzezeit                               |                                      |
| Erlitou-Kultur                           | 2000–1500 v. Chr.                    |
| Yueshi-Kultur                            | 1900–1600v. Chr.                     |
| Erligang-Kultur                          | 1600–1400 v. Chr.                    |
| Siwa-Kultur                              | 1400–1100 v. Chr.                    |
| Nuomuhong-Kultur                         | 1350–950 v. Chr.                     |
| Shajing-Kultur                           | 1300–789 v. Chr.                     |
| Xindian-Kultur                           | 1000-… v. Chr.                       |
| Kayue-Kultur                             | 900–600 v. Chr.                      |
| Tangwang-Kultur                          | v. Chr.                              |
| Ba-Shu-Kultur                            | v. Chr.                              |
| Hanshu-Kultur                            | v. Chr.                              |
| Hushu-Kultur                             | v. Chr.                              |
| Xituanshan-Kultur                        | v. Chr.                              |
| Eisenzeit                                |                                      |

Die Kayue-Kultur (chinesisch 卡約文化 / 卡约文化, Pinyin Kǎyuē wénhuà, englisch Kayue Culture) war eine bronzezeitliche Kultur in Nordwestchina im Gebiet des Oberlaufs des Huang He (Gelber Fluss) und seines Nebenflusses Huang Shui. Sie wurde 1923 in den Dörfern Kayue 卡约村 und Xiaxihe 下西河村 von Yunguchuan in Huangzhong auf dem Gebiet der chinesischen Provinz Qinghai entdeckt und ist nach dem Dorf Kayue benannt. 
Der frühere Name der Kayue-Kultur war Kayao-Kultur (chinesisch 卡窑文化, Pinyin Kǎyáo wénhuà, englisch Kayao Culture). Früher wurde sie der Siwa-Kultur zugerechnet. Sie wird auf die Zeit von ca. 900–600 v. Chr. datiert. Es handelt sich um eine Kultur des alten Volkes der Qiang. 
Sie war hauptsächlich auf dem Gebiet der heutigen Orte Minhe, Ledu, Ping’an, Xining, Huzhu, Datong, Haiyan, Gangca (Gangcha), Tongren und  Huangzhong verbreitet, es wurden über 200 Stätten und Grabstätten entdeckt mit über 1.000 Gräbern. Darunter befand sich das bronzezeitliche Gräberfeld von Suzhi (Suzhi mudi 苏志墓地) im Autonomen Kreis Xunhua der Salar.
Von den entdeckten Kulturgegenständen gelten die Goldartefakte als besonders wertvoll, da sie Aufschlüsse über Goldschmelze, -manufaktur und -verwendung einer frühen Zeit liefern. Sie spiegeln die kulturelle Einzigartigkeit des alten Volkes der Qiang (羌) wider, welches das nordöstliche Gebiet des Qinghai-Tibet-Plateaus bewohnte.

### Nachschlagewerke
- Zhongguo da baike quanshu: Kaoguxue (Große chinesische Enzyklopädie: Band Archäologie). Beijing: Zhongguo da baike quanshu chubanshe, 1986 (Online-Text)